# Carin Jennings-Gabarra
Carin Leslie Jennings coniugata Gabarra (East Orange, 9 gennaio 1965) è un'ex calciatrice statunitense. Ha collezionato 117 presenze con la Nazionale statunitense e, in occasione dei mondiali di calcio del 1991, è stata premiata col Pallone d'Oro e come migliore calciatrice. Nel 2000, è stata introdotta nella National Soccer Hall of Fame.

## Biografia
Nata nel New Jersey, Carin Jennings è cresciuta a Rancho Palos Verdes, in California dove ha frequentato le scuole superiori dal 1980 al 1983. Durante gli anni scolastici ha giocato a calcio riuscendo a segnare 226 gol e diventando per quattro volte High Scholl All-America e per tre volte MVP della California.
Dopo la scuola superiore, Jennings ha frequentato l'Università della California, Santa Barbara dal 1983 al 1986. In questo periodo ha giocato nella squadra di calcio universitaria e riesce ad ottenere numerosi record all'interno della NCAA Division I. Viene nominata come All-America seconda squadra nel 1984 e nel 1985 e All-America terza squadra nel 1987.
Nel 1987, consegue il bachelor's degree in business management nell'Università californiana. La Jennings venne nominata Atleta del Decennio nella scuola e nel 1991 è stata introdotta nella Hall of Fame dell'Università.
Nel 2000, Soccer America la inserisce nel "Soccer America College Team of the Century".

## Carriera

### Club
Jennings ha giocato nei Los Angeles Blues e poi, nei Southern California Ajax di Manhattan Beach. Nel 1991 l'Ajax vinse il campionato nazionale dilettanti mentre nel 1992 e nel 1993 l'Ajax vinse la USASA National Amateur Cup.
Jennings, inoltre, venne premiata come atleta nazionale negli anni 1987 e 1992.

### Nazionale
La fama di Jennings rimane legata alla Nazionale statunitense di calcio, nella quale collezionò 117 presenze e realizzò 53 gol. Con la Nazionale, vinse il Mondiale di calcio del 1991 dove fu nominata miglior giocatrice del torneo e rappresentò il tridente d'attacco americano assieme a Michelle Akers (capocannoniera del torneo) e April Heinrichs. Inoltre, ottenne la medaglia di bronzo nei successivi mondiali del 1995 e la medaglia d'oro ai Giochi olimpici del 1996.

### Allenatrice
Nel 1987, dopo la laurea, Jennings allenò la squadra del Westmont College. L'anno successivo fu assistente allenatore. Nel 1993, ha allenato la squadra della Marina militare statunitense.

## Vita privata
Nel 1992, Carin Jennings ha sposato il calciatore della Nazionale statunitense James Gabarra, dalla quale ha avuto due figlie e un figlio maschio.

## Palmarès

### Club
- US National Amateur Cup: 2

Ajax: 1992, 1993

### Nazionale
- Campionato mondiale femminile di calcio: 1

1991
- Oro olimpico: 1

Atlanta 1996

### Individuale
- Pallone d'oro del campionato mondiale: 1

Cina 1991

### Hall of Fame
- National Soccer Hall of Fame
- U.S. Olympic Hall of Fame
- American Youth Soccer Organization Hall of Fame